# مونتي جينيروسو
مونتي جينيروسو (بالإنجليزية: Monte Generoso)‏ هو أحد جبال سلسلة جبال الألب لوغانو ويقع في كانتون تيسينو في سويسرا. يحتل المرتبة رقم 404 في قائمة جبال سويسرا من حيث الارتفاع، إذ يبلغ ارتفاعه حوالي 1701 متر، بينما يبلغ ارتفاع نتوء الجبل 1321 متر.